# Akvamarin (färg)

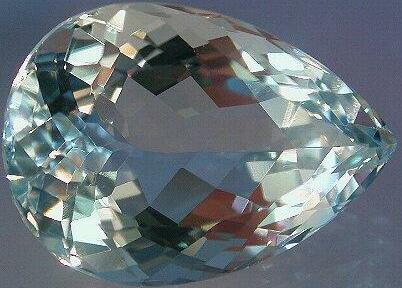
Slipad akvamarin

Akvamarin som färgnamn syftar på mineralet akvamarin. Bland HTML-färgerna  för webbanvändning (X11) finns två varianter av akvamarin,  koordinaterna för en av dem visas i boxen härintill.